# 크리스티나 애플게이트
크리스티나 애플게이트(Christina Applegate, 1971년 11월 25일 ~ )는 미국의 배우 겸 무용가이다. 아역 배우 시절에 폭스의 시트콤 못말리는 번디 가족에서 켈리 번디 역을 연기했다. 성인이 되고 나서는, 에미상 (시트콤 《프렌즈》에서 카메오 역으로)을 수상하고 토니상과 골든글로브상에서 후보로 지명되며, 텔레비전 및 영화 배우로서 커리어를 구축했다.

## 출연 작품
- 피너츠 송
- 빅 히트
- 배드 맘스